# Jánoshida
Jánoshida is een plaats (község) en gemeente in het Hongaarse comitaat Jász-Nagykun-Szolnok. Jánoshida telt 2725 inwoners (2001).

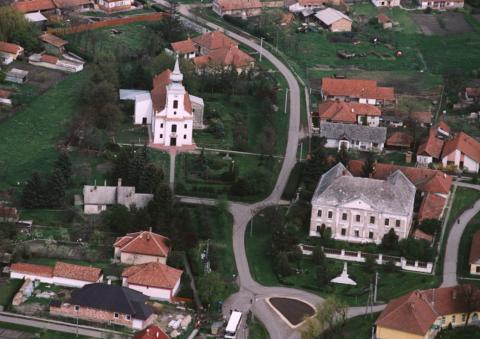
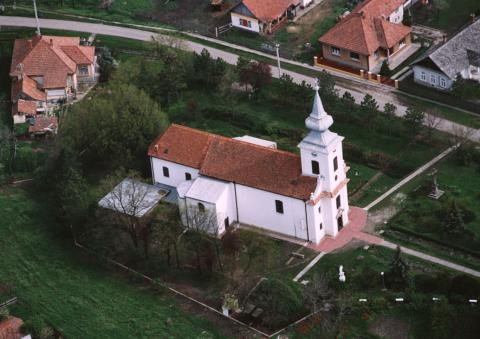